# Ferdinand von Bubna und Littitz
Grof Ferdinand von Bubna und Littitz, avstrijski feldmaršal, * 26. november 1768, † 5. junij 1825.

## Življenjepis
Leta 1784 je vstopil v avstrijsko vojaški službo in se v letih 1788−90 boril proti Turkom in v letih 1792-97 proti Francozom. 
Leta 1799 je bil povišan v majorja in pozneje generaladjutanta nadvojvode Karla Avstrijskega. Od leta 1805 je bil kot polkovnik zaposlen na Kriegsministerium. Kot generalmajor in predsednik vojaškega oddelka v Hofkriegsrat je leta 1805 sodeloval vbitki pri Austerlitzu pod poveljstvom vojvode liechtensteinskega. 
Leta 1809 je bil povišan v podmaršala ter med janurjem in avgustom 1813 je spremljal vojvodo Karla zu Schwarzenberga v Parizu. Nato je postal poveljnik 2. lahke divizije in se udeležil bojev proti Francozom; tako je prodrl vse do Lyona. 
Po zaključku kampanje je bil imenovan za generalnega guvernerja Savoje, Piemonta in Nice. Po Napoleonovi vrnitvi marca 1815 je postal poveljnik 2. korpusa Armade Italije, ki je bila pod poveljstvom maršala Frimonta. 
Leta 1818 je postal vrhovni poveljnik Lombardije. Med piemontsko vstajo leta 1821 je brez ukaza odšel v Piemont in v petih dneh zatrl vstajo. 
Umrl je 5. junija 1825 v Mailandu.